# Psychoza amfetaminowa
Psychoza amfetaminowa – rodzaj psychozy wynikającej z używania amfetaminy lub metamfetaminy. Zazwyczaj pojawia się po zażyciu dużej dawki lub po dłuższym okresie używania, jednak w rzadkich przypadkach u części osób objawy mogą się pojawić po relatywnie niewielkich dawkach. Inne stymulanty mogą wywoływać podobne reakcje.

## Objawy i przebieg
Psychoza amfetaminowa może się objawiać urojeniami, halucynacjami lub innymi zaburzeniami myślenia. Uważa się, że jest to głównie wywołane zwiększoną aktywnością dopaminy i serotoniny w układzie mezolimbicznym mózgu, wywołanymi środkami zbliżonymi do amfetaminy, chociaż inne czynniki, takie jak chroniczna deprywacja snu, mogą również mieć znaczenie. Osoba w takim stanie stanowi zagrożenie dla siebie i innych, choćby ze względu na urojenia prześladowcze i agresję.
Związki między amfetaminą i psychozą zostały pierwszy raz odkryte przez Younge'a i Scolville'a w 1938 i początkowo były uważane za rzadko występujące. Po rozpowszechnieniu się amfetaminy po II wojnie światowej, stało się jasne, że długotrwałe używanie amfetaminy często prowadzi do objawów psychotycznych.
Halucynacje są często opisywane u długotrwałych użytkowników amfetaminy, ponad 80% używających przyznaje się do doświadczania omamów, zazwyczaj wzrokowych i słuchowych. Urojenia, paranoja, poczucie bycia prześladowanym, hiperaktywność i panika należą do najczęściej występujących objawów.